# The Subject Was Roses (peça)
The Subject Was Roses é uma peça de teatro estadunidense de 1964 escrita pelo dramaturgo Frank D. Gilroy. Apresentada pela primeira vez no Teatro Bernard B. Jacobs em 25 de maio de 1964, foi adaptada para o cinema no filme homônimo de 1964.
Venceu o Tony Award de melhor peça de teatro e o Pulitzer de Teatro.

## Atores e personagens
- Irene Dailey - Nettie Cleary
- Jack Albertson - John Cleary
- Martin Sheen - Timmy Cleary